# Dennis Rathkamp
Dennis Rathkamp (* 3. Januar 1989 in Hohenhameln), Selbstbezeichnung Abdul Malik (arabisch „Diener des Königs“), ist ein deutscher atharitischer Islam-Funktionär, Publizist und Präsident der Föderalen Islamischen Union e. V. (FIU). In dieser Rolle setzt er sich aktiv für die Rechte von Muslimen sowie für den interkulturellen Dialog und gesellschaftliche Teilhabe in Deutschland ein.

## Leben und Konversion
Der sowohl evangelisch getaufte als auch konfirmierte Rathkamp wuchs in einer Kleinstadt in Niedersachsen auf und war in seiner Jugend in der evangelischen Kirche aktiv, unter anderem als Gitarrist im Kirchenchor. Nach seinem Realschulabschluss begann er eine Ausbildung zum Vermögensberater und machte eine Ausbildung zum Kfz-Mechatroniker.
Er konvertierte nach eigenen Angaben im Jahr 2009 zum sunnitischen Islam und nahm den Namen Abdul Malik an, nachdem er sich bereits mehrere Jahre lang kritisch mit dem Christentum auseinandergesetzt hatte. Rathkamp engagierte sich nach seiner Konversion aktiv in der Islamischen Gemeinschaft und war Teil der sogenannten "Dawah-Bewegung" in Deutschland. 
Eine Zeit lang lebte Rathkamp in der ägyptischen Hafenstadt Alexandria, um dort an einer Sprachschule Arabisch zu lernen. Während dieser Zeit besuchte ihn Takis Würger, Reporter des Nachrichtenmagazins Der Spiegel, und begleitete ihn einige Zeit.
Heute lebt Rathkamp wieder in Deutschland.

## Engagement und Öffentlichkeitsarbeit

### Einstieg in die Öffentlichkeitsarbeit
Rathkamps Einstieg in die Öffentlichkeitsarbeit begann Ende 2011 mit seiner Beteiligung am Koranverteilungsprojekt „Lies!“ in Hannover. Er sah das Projekt zunächst als Möglichkeit, niedrigschwellig Koranübersetzungen zu verteilen und mit Interessenten ins Gespräch zu kommen. Durch dieses Projekt kam er zeitweise auch mit verschiedenen Predigern in Kontakt, darunter Pierre Vogel. Mit der Zeit entwickelte sich das Projekt und insbesondere dessen Führung zunehmend in Richtungen, die er kritisch sah, weshalb er sein Engagement im Frühjahr 2013, also ganze drei Jahre vor dessen Verbot beendete und sich heute ausdrücklich sowohl von "Lies!" als auch von Pierre Vogel distanziert.
Aus dem Wunsch heraus, sich von diesen Entwicklungen zu lösen und eigene Projekte aufzubauen, gründete er im April 2013 den mittlerweile aufgelösten Verein „Der Schlüssel zum Paradies“ mit Sitz in Hannover und war bis zu dessen Auflösung dessen Vorstandsvorsitzender.

### Vereinsarbeit und rechtliches Engagement
Nach mehreren Jahren ehrenamtlichen Engagements in der muslimischen Gemeinschaft übernahm Rathkamp im Juni 2017 die Leitung des Moscheevereins „Deutschsprachiger Islamkreis e. V.“ (DIK) mit Sitz in Hannover und führte dort positive strukturelle Veränderungen ein. Unter seiner Leitung verzeichnete der Verein Fortschritte in der öffentlichen Wahrnehmung, sodass der Verfassungsschutz ihn erstmals seit über zehn Jahren in seinem Bericht für das Jahr 2023 nicht mehr erwähnte.

#### Föderale Islamische Union (FIU)
Ebenfalls im Jahr 2017 gründete Rathkamp im November gemeinsam mit dem Prediger Marcel Krass die Föderale Islamische Union e. V. (FIU) und ist seitdem ihr Präsident. Die FIU versteht sich als Interessenvertretung von Muslimen in Deutschland und setzt sich für Religionsfreiheit, Antidiskriminierung und gesellschaftliche Teilhabe ein. 
Unter Rathkamps Leitung nahm die FIU eine aktive Rolle in gesellschaftlichen Debatten ein, wodurch sie zunächst im Fokus des niedersächsischen Verfassungsschutzes stand. Mit der Zeit setzte sich jedoch eine differenziertere Bewertung der FIU durch, sodass sie bereits ein Jahr vor dem DIK nicht mehr im Verfassungsschutzbericht für das Jahr 2022 genannt wurde.
Ein zentraler Bereich der Arbeit der FIU ist die rechtliche Unterstützung von Muslimen bei Diskriminierung und Einschränkungen religiöser Rechte. Die Organisation begleitet Betroffene sowohl in individuellen Verfahren, als auch in Grundsatzentscheidungen, um langfristig rechtlich Klarheit zu schaffen. Dabei tritt die FIU nicht nur als rechtliche Begleitung auf, sondern wirkt aktiv an der Entwicklung von Präzedenzfällen mit, um die Rechte muslimischer Gemeinschaften nachhaltig zu sichern. 
In rechtlich umstrittenen oder ungeklärten Fragen setzt sich die FIU dafür ein, durch strategische Verfahren rechtliche Klarheit zu schaffen und Diskriminierung juristisch entgegenzuwirken. Neben der direkten Unterstützung von Betroffenen versteht sich die FIU als Vermittler zwischen gesellschaftlichen und juristischen Interessen und arbeitet eng mit Fachanwälten zusammen, um die praktische Umsetzung der Religionsfreiheit zu gewährleisten. Dabei setzt sich die FIU für Muslime aller Konfessionen ein und vertritt ihre Anliegen unabhängig von theologischen Strömungen.
Als Präsident der FIU engagiert sich Rathkamp juristisch für die Wahrung religiöser Rechte und Freiheiten. So reichte er im Namen der FIU im April 2020, im Zuge der COVID-19-Pandemie eine Verfassungsbeschwerde beim Bundesverfassungsgericht in Karlsruhe ein, die sich gegen das pauschale Verbot von Gottesdiensten innerhalb der niedersächsischen Corona-Verordnung richtete. Das Bundesverfassungsgericht entschied durch den Beschluss vom 29. April 2020 zugunsten der FIU, womit die Organisation einen Erfolg vor dem höchsten deutschen Gericht für sich verzeichnen konnte. Dieser Beschluss unterstrich die Bedeutung der Religionsfreiheit und führte zu einer rechtlichen Anpassung in Niedersachsen, sowie in anderen Bundesländern mit vergleichbaren Vorschriften.

#### Publizistische Tätigkeit
Neben seiner Arbeit als Präsident der FIU ist Rathkamp auch als Publizist tätig. Er verfasst regelmäßig Artikel zu gesellschaftlichen, politischen und rechtlichen Themen, darunter Beiträge zur Religionsfreiheit, Diskriminierungsschutz und rechtlichen Fragestellungen im islamischen Kontext.